# Риби Резолюції 6 Бернської конвенції, для яких Україна створює мережу Емеральд (Смарагдову мережу)
У 1996 р. Постійний комітет Бернської конвенції прийняв Резолюцію 6 — Перелік видів, що потребують спеціальних заходів збереження їхніх оселищ, включаючи мігруючі види (Listing the species requiring specifichabitat conservation measures).
У 2019 ГО «Українська природоохоронна група» видала довідник, що містить Список видів тварин Резолюції 6 Бернської конвенції, для яких Україна створює мережу Емеральд (Смарагдову мережу) в розрізі біогеографічних регіонів.
| Код  | Латинська назва          | Українська назва             | Біогеографічні регіони | Біогеографічні регіони | Біогеографічні регіони | Біогеографічні регіони |
| Код  | Латинська назва          | Українська назва             | Континентальний        | Альпійський            | Паннонський            | Степовий               |
| ---- | ------------------------ | ---------------------------- | ---------------------- | ---------------------- | ---------------------- | ---------------------- |
| 1096 | Lampetra planeri         | Мінога струмкова             | +                      | +                      |                        |                        |
| 1105 | Hucho hucho              | Лосось дунайський            |                        | +                      | +                      | +                      |
| 1122 | Gobio uranoscopus        | Пічкур дунайський            |                        | +                      | +                      |                        |
| 1124 | Gobio albipinnatus       | Пічкур білоперий             | +                      |                        | +                      | +                      |
| 1130 | Aspius aspius            | Білизна звичайна             | +                      | +                      | +                      | +                      |
| 1131 | Leuciscus souffia        | Ялець-андруга звичайний      |                        | +                      | +                      |                        |
| 1134 | Rhodeus sericeus amarus  | Гірчак європейський          | +                      | +                      | +                      | +                      |
| 1138 | Barbus meridionalis      | Марена середземноморська     | +                      | +                      |                        |                        |
| 1141 | Chalcalburnus chalcoides | Шемая                        |                        |                        |                        | +                      |
| 1145 | Misgurnus fossilis       | В'юн звичайний               | +                      | +                      | +                      | +                      |
| 1146 | Sabanejewia aurata       | Щипавка золотиста            | +                      | +                      | +                      | +                      |
| 1149 | Cobitis taenia           | Щипавка звичайна             | +                      | +                      |                        |                        |
| 1157 | Gymnocephalus schraetser | Йорж смугастий               |                        | +                      | +                      | +                      |
| 1159 | Zingel zingel            | Чіп звичайний                | +                      | +                      | +                      | +                      |
| 1160 | Zingel streber           | Чіп малий                    | +                      | +                      | +                      | +                      |
| 1163 | Cottus gobio             | Бабець європейський          | +                      | +                      | +                      |                        |
| 2011 | Umbra krameri            | Умбра звичайна               |                        |                        | +                      | +                      |
| 2484 | Eudontomyzon mariae      | Мінога українська            | +                      | +                      |                        | +                      |
| 2491 | Alosa pontica            | Оселедець чорноморський      |                        |                        |                        | +                      |
| 2511 | Gobio kessleri           | Пічкур-білопер дністровський | +                      | +                      | +                      |                        |
| 2522 | Pelecus cultratus        | Чехоня                       | +                      | +                      | +                      | +                      |
| 2555 | Gymnocephalus baloni     | Йорж Балона                  | +                      |                        |                        | +                      |
| 4126 | Alosa maeotica           | Оселедець керченський        |                        |                        |                        | +                      |
| 4127 | Alosa tanaica            | Пузанок азовський            |                        |                        |                        | +                      |
| 4009 | Phoxinus percnurus       | Мересниця озерна             | +                      |                        |                        |                        |
| 4123 | Eudontomyzon danfordi    | Мінога карпатська            |                        | +                      | +                      |                        |